# Mycena aetites
Mycena aetites es una especie de hongo de la familia Mycenaceae. Fue descrito por primera vez como Agaricus aetites por el micólogo sueco Elias Magnus Fries en el año 1838, se le asignó su nombre actual en 1872 por Lucien Quelet.

## Descripción
La forma del sombrero (Píleo (micología)) es cónico al principio de su desarrollo, con la madures se aplana y toma la forma de campana, esta, puede alcanzar los 2 cm de diámetro, es de color marrón grisáceo y el centro es más oscuro.